# Idioma filipino
El filipino (Wikang Filipino [wɪˈkɐŋ ˌfiːliˈpiːno]) es la lengua oficial de Filipinas junto con el inglés. Está basado principalmente en el tagalo tradicional con influencias y léxico del español, del inglés y de otras lenguas de Filipinas. El filipino se considera oficialmente un idioma pluricéntrico, ya que se enriquece y desarrolla aún más con los otros idiomas filipinos existentes, de acuerdo con el mandato de la Constitución de 1987. Se ha observado la aparición de variedades de filipino con propiedades gramaticales que difieren del tagalo en Gran Cebú y Gran Dávao. Junto con Gran Manila comprenden las tres áreas metropolitanas más grandes de Filipinas.

## Historia
No hubo lenguaje común en el archipiélago filipino cuando los españoles llegaron en el siglo XVI. Los cuatro idiomas principales del comercio eran bisaya, pampango, pangasinense e ilocano. Como las lenguas filipinas estaban todas estrechamente relacionadas y, por lo tanto, fáciles para que los filipinos aprendieran, la mayoría de los hablantes de idiomas más pequeños hablaban dos o más de tales idiomas regionales.
Los españoles establecieron Manila como capital de las islas, población situada en territorio tagalohablante. El primer diccionario de tagalo, Vocabulario de la lengua tagala, fue escrito por el franciscano Pedro de San Buenaventura y publicado en 1613 por el "Padre de la Impresión Filipina" Tomás Pinpin en Pila, Laguna. Un último libro del mismo nombre fue escrito por el misionero jesuita checo Paul Klein a principios del siglo XVIII. Klein hablaba el tagalo y lo utilizó activamente en varios de sus libros. Escribió el primer diccionario, que más tarde pasó a Francisco Jansens y José Hernández. Una compilación adicional de su importante obra fue preparada por Juan de Noceda y Pedro de Sanlúcar y publicada como Vocabulario de la lengua tagala en Manila en 1754, y luego repetidamente reeditado con la última edición siendo publicada en 2013 en Manila.

## Designación como idioma nacional
El 13 de noviembre de 1936 la primera Asamblea Nacional filipina crea el Instituto Nacional de la Lengua (llamado actualmente Komisyon sa Wikang Filipino), el cual seleccionó el tagalo como la base para un nuevo idioma nacional (Wikang Pambansâ). En 1961, esta lengua pasó a ser conocida como Pilipino para llamarse posteriormente Filipino.
Cuando la lengua nacional basada en el tagalo fue desarrollada, Lope K. Santos escribió el Balarila ng Wikang Pambansa (Gramática de la lengua nacional) e introdujo el abakada, un alfabeto compuesto por 20 letras, de las cuales solamente cada una representa un sonido significativo y existente en tagalo. Las 20 letras del abakada se escriben: 

a b k d e g h i l m n ng o p r s t u w y

El Instituto Nacional de Lengua Filipina inició el idioma en 1973. Dado que fue concebida para ser lengua franca en las islas, incorpora muchas palabras de las numerosas lenguas y dialectos hablados en las islas, aunque su gramática esté basada en el tagalo. En 1976, el alfabeto consistía en 31 letras, que incluían 26 del alfabeto inglés, más los caracteres españoles ñ, ll, rr y ch, junto al ng del tagalo. En la práctica, no obstante, los dígrafos se consideran como sus dos letras constituyentes. En 1987, el alfabeto fue revisado y se suprimieron los símbolos de origen español rr, ll y ch, haciendo un total de 28 letras.
El idioma nacional de Filipinas ha sido centro de diversas controversias y malentendidos, que aún hoy se mantienen. La mayoría de los filipinos se adhiere a uno de los siguientes pensamientos al ser consultado sobre el idioma filipino:
1. Filipino es simplemente otro nombre para el idioma tagalo, al igual que su nombre anterior: Pilipino.
2. El filipino es una amalgama de todas las lenguas de Filipinas, con influencias del tagalo, español y del inglés.
3. El filipino es tagalo con influencia y léxico agregado del español, náhuatl, inglés y otras lenguas filipinas; es el tagalo tal como se habla en la Gran Manila.

La mayor parte del pueblo filipino considera el filipino esencial y prácticamente idéntico al tagalo. Así, un filipino de cualquier región le pregunta a otro si habla "tagalo", no si habla "filipino". Los adherentes a la segunda opinión sostienen que el tagalo no incluye palabras como "guapa" (hermosa) y que, aunque su significado puede ser fácilmente interpretado por los tagaloparlantes, no son términos usados en zonas donde se habla tagalo. Hay gente que opina también que el idioma filipino debiera incluir términos ingleses de uso común, que el tagalo no incorpora. No obstante, esta posición es muy criticada asimismo por los lingüistas más respetados del país y en general por el sentir de la gente que llega incluso a llamar al idioma que hablan "taglish" por la mezcla que se realiza de ambas lenguas en un uso cotidiano estándar.
Por otro lado, el filipino está estrictamente basado en el tagalo, hasta el extremo de intentar reemplazar vocablos de origen inglés o español con términos de raíz tagala artificialmente acuñados.
En la academia hay quienes definen el idioma filipino como una amalgama de los idiomas hablados en Filipinas, y algunos incluso proponen la inclusión de términos ingleses en el léxico. El problema aquí es que las lenguas filipinas no son dialectos del mismo idioma, sino verdaderas lenguas per se, ininteligibles unas de otras. Si el vocabulario y la gramática fueran incluidas en el léxico, se anularía el propósito de lograr una verdadera lingua franca porque la gente que hable filipino tagalo no sería capaz de comunicarse con la que hable filipino cebuano.
Concretamente, quizás el filipino es solo la lengua hablada en Gran Manila. Con las crecientes migraciones se han venido incorporando palabras de las otras lenguas filipinas en el habla del manileño nativo. El tagalo usado en la capital, de todos modos, es difícil de servir como estándar. Evoluciona rápidamente y no hay diccionarios o guías que definan el uso correcto, o indiquen qué palabras forman parte de la lengua oficialmente. Ante esta problemática lingüística, muchos filipinos que hablan dos o más idiomas, con predominio del inglés entre ellos, hoy hablan taglish (tagalo profusamente mezclado con inglés) como lenguaje cotidiano. Aun cuando esta lengua sea adecuada para la comunicación informal, sigue siendo dificultosa su implementación en las comunicaciones formales y escritas.

## Alfabeto del idioma filipino
| Letras mayúsculas              |    |    |    |   |    |     |      |    |      |     |    |    |    |      |       |   |    |     |    |    |    |    |    |         |     |     |    |
| A                              | B  | C  | D  | E | F  | G   | H    | I  | J    | K   | L  | M  | N  | Ñ    | NG    | O | P  | Q   | R  | S  | T  | U  | V  | W       | X   | Y   | Z  |
| Letras minúsculas              |    |    |    |   |    |     |      |    |      |     |    |    |    |      |       |   |    |     |    |    |    |    |    |         |     |     |    |
| a                              | b  | c  | d  | e | f  | g   | h    | i  | j    | k   | l  | m  | n  | ñ    | ng    | o | p  | q   | r  | s  | t  | u  | v  | w       | x   | y   | z  |
| Nombre de la letra en filipino |    |    |    |   |    |     |      |    |      |     |    |    |    |      |       |   |    |     |    |    |    |    |    |         |     |     |    |
| ey                             | bi | si | di | i | ef | dyi | eyts | ay | dyey | key | el | em | en | enye | endyi | o | pi | kiu | ar | es | ti | yu | vi | dobolyu | eks | way | zi |